# Pietroso
 Pietroso  là một xã ở tỉnh Haute-Corse trên đảo Corse, Pháp. Xã này có diện tích 25,76 km², dân số năm 1999 là 287 người. Khu vực này có độ cao 637 mét trên mực nước biển.